# Rana (araldica)
In araldica la rana, capace di vivere sia in terra che in acqua, simboleggia l'uomo prudente che sa adattarsi a tutto.

Rana d'oro maculata di nero (stemma di Baloži, Lettonia)
D'oro, alla rana di verde (Poggensee, Germania)
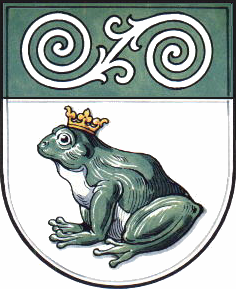
D'argento, alla rana di verde coronata d'oro (Vahle, Germania)
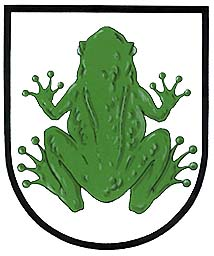
D'argento, alla rana montante di verde (Žabeň, Repubblica Ceca)
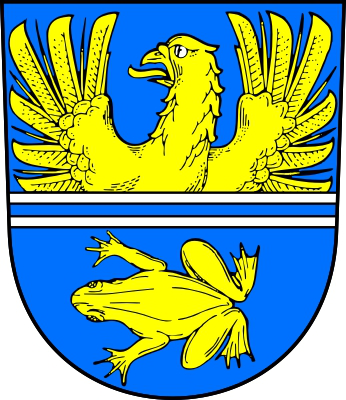
Stemma di Tršice, in Repubblica Ceca

## Posizione araldica ordinaria
Non si blasona la posizione della rana quando è vista dall'alto ed e rivolta verso il capo.